# Natalija Konstantinović

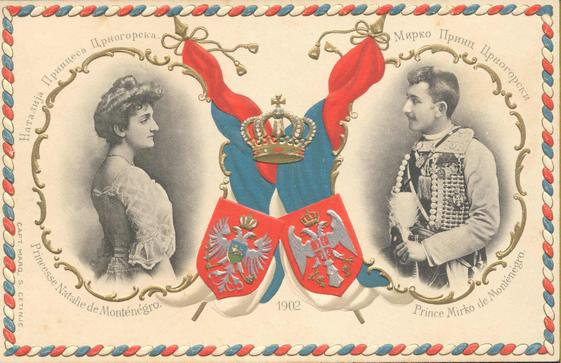
Kartka pocztowa wydana z okazji ślubu księcia Mirko z Nataliją Konstantinović (1902)

Natalija Konstantinović, serb. Наталија Константиновић (ur. 10 października 1882 w Trieście, zm. 21 sierpnia 1950 w Paryżu) – czarnogórska księżniczka, żona księcia Mirko Petrovicia-Niegosza, przedstawiciela dynastii rządzącej Królestwem Czarnogóry.

## Życiorys
Była córką pułkownika Aleksandra Konstantinovicia i Milevy Opujić, ze strony ojca wnuczką Aleksandra Konstantinovicia i księżniczki Anki Obrenović, ze strony matki wnuczką Aleksandra Opujicia i Mariji Bošković. Miała jednego brata. Jej babka ze strony ojca, księżna Anka Obrenović, przez ojca była siostrzenicą Miłosza I Obrenowicia, księcia Serbii, założyciela dynastii Obrenowićów, która rządziła Serbią przez większość XIX wieku.
Natalija wraz z rodziną została wygnana z Serbii po tym, gdy jej ojciec skrytykował niepopularne małżeństwo króla Aleksandra I z Dragą Mašin. Rodzina mieszkała w Nicei, na terenie Włoch i w Wiedniu.
25 lipca 1902 w Cetynie Natalija wyszła za mąż za księcia Czarnogóry Mirka Dymitra Petrowicia-Niegosza, drugiego najstarszego syna Mikołaja I Petrowicia-Niegosza. Król Aleksander nie był zadowolony z małżeństwa, uważał, że Mirko poślubił Nataliję tylko w celu zdobycia serbskiej korony. Odmówił przyjęcia na dwór małżonków.
Rząd serbski obiecał, że w przypadku bezdzietnej śmierci króla Aleksandra Obrenovićia Mirko zostanie ogłoszony księciem koronnym Serbii. W końcu maja 1903 król Aleksander i jego małżonka Draga zostali zamordowani przez grupę oficerów armii dowodzoną przez kapitana Dragutina Dimitrijevicia. Przed zamachem spiskowcy głosowali za przekazaniem korony szwagrowi Mirko, Piotrowi, głowie serbskiej dynastii Karadziordziewiciów sprzymierzonej z Rosją. Z kolei Obrenovićowie byli prohabsburscy, a przez to niepopularni wśród serbskich nacjonalistów. 28 sierpnia 1910 Czarnogóra stała się królestwem. Teść Nataliji wstąpił na tron jako pierwszy i jedyny król tego państwa. W 1911 mąż Nataliji dołączył do tajnego stowarzyszenia Czarnej Ręki, aspirował do bycia jego przywódcą.
Mirko i Natalija mieli pięciu synów:
- księcia Stefana (1903–1908),
- księcia Stanisława (1905–1908),
- księcia Michała (1908–1986), który poślubił Geneviève Prigent, z którą miał jednego syna Nicolasa,
- książę Pawła (1910–1933),
- książę Emanuela (1912–1928)[1].

Kiedy w 1916 Czarnogóra została zajęta przez wojska austro-węgierskie, cała rodzina królewska, łącznie z Nataliją, została zmuszona do ucieczki do Włoch. W październiku 1917 małżonkowie się rozwiedli. Natalija wraz z synami przeprowadziła się do Paryża. W 1918 Michael, syn Nataliji, został głową rodu Petrović-Niegosz i pretendentem do nieistniejącego już tronu Czarnogóry. Później Natilija zabrała Michaela do Eastbourne w Anglii. Tam ukończył szkołę podstawową.
W 1920 w Eastbourne Natalija wyszła za mąż za Gastona, hrabiego Errembault de Dudzeele (1877–1961), belgijskiego dyplomatę i członka rodziny szlacheckiej Errembault de Dudzeele. Mieli dwie córki:
- Hélène Errembault de Dudzeele (1921–2006), która w 1949 wyszła za mąż za Philippe’a Hiolle’a (1895–1969)
- Anne-Marie Errembault de Dudzeele (1922–1984), która w 1946 wyszła za mąż za Philippe’a Cerfa (1923–?), a w 1958 za Pierre’a Saville’a (1907–1976)[5].